# Esfera de Dyson

Diagrama d'una esfera de Dyson de radi igual a 1 ua (unitat astronòmica).

Una esfera de Dyson és una hipotètica megaestructura descrita el 1960 pel físic i matemàtic anglès Freeman Dyson en un breu article publicat a la revista Science i titulat Search for Artificial Stellar Sources of Infrared Radiation («Recerca de fonts estel·lars artificials de radiació infraroja»). Aquesta estructura d'astro-enginyeria és una esfera de matèria, artificial i buida, situada al voltant d'una estrella i dissenyada per capturar la major part de l'energia emesa per a ús industrial. Dyson també va anomenar l'estructura una biosfera artificial.
Tot i que Dyson va ser el primer a formalitzar i popularitzar el concepte de l'esfera de Dyson, la idea havia aparegut per primer cop el 1945 en una novel·la de ciència-ficció d'Olaf Stapledon anomenada Star Maker (1937). Dyson també va ser influït per l'esfera ideada pel britànic John Desmond Bernal el 1929. En el seu article, Dyson explica que aquesta esfera pot ser una manera ideal com una civilització molt avançada pugui fer front al creixement exponencial de la població. Ell ho descriu com una paret que tanca la seva estrella i captura gairebé tota la radiació solar. Dyson explica que aquestes zones també poden contenir estructures habitades. Finalment, es recomana l'observació de la galàxia per l'infraroig per detectar possibles esferes de la nostra galàxia.
Però altres autors posteriors, descriuen les propietats de l'esfera, quant a la seva composició, temperatura, la seva ubicació dins del sistema solar, o la seva capacitat per moure's. La idea que una civilització extraterrestre avançada pugui superar els seus problemes d'energia a través d'una biosfera artificial és una solució possible per la paradoxa de Fermi, problema que Dyson intenta respondre especificant les condicions de l'observació. Hi ha diverses varietats d'esferes Dyson: petxina, eixam o bombolla. El model de Dyson ha influït un gran nombre de megaestructures proposades posteriorment. La ciència-ficció ha utilitzat àmpliament la idea de Dyson, ja sigui en la literatura, el cinema o els videojocs.

## Gènesi

### Stapledon i Kardaixov
Freeman J. Dyson va tenir la idea de les «biosferes artificials» amb la lectura de la novel·la de ciència-ficció Star Maker (Creador de les estrelles, 1937) d'Olaf Stapledon, que descriu «trampes de llum» (light traps): megaestructures produïdes per una civilització tecnològicament molt avançada. A Star Maker, hi ha centenars de milers d'estructures amb mons habitables construïdes de manera concèntrica a les seves estrelles, captant la major part de la seva radiació solar, per les seves necessitats energètiques. Els anells exteriors, més lluny del sol, al seu torn poden contenir vida en naus inflables. John Desmond Bernal va ser el primer, des del 1929, en el seu llibre The World, the Flesh, and the Devil, creia que un hàbitat espacial consisteix en una closca buida d'1,6 km de diàmetre, amb una població de 20.000 a 30.000 persones i plena d'aire. Altres models que van seguir (el Sunflower, el Stanford Torus i el cilindre O'Neill) tenien la imatge de la idea original de Bernal, s'imaginava una megaestructura que produïa la seva pròpia energia solar. L'escriptor de ciència-ficció Raymond Z. Gallun mentrestant va imaginar, en Iszt–Earthman (1938) i llavors en The Raiders of Saturn's Ring (1941), com la humanitat podria desmantellar planetes sencers per fer anells on viuen els terrícoles, en òrbita al voltant del Sol. Comentant aquests escrits, Gallun es veu a si mateix com un pioner de la teoria de Dyson.
Dyson té també coneixement del treball de l'astrònom rus Nikolai Kardaixov, que va establir una classificació de civilitzacions extraterrestres, d'acord amb l'ús que fan de l'energia disponible en el seu entorn. Una civilització de tipus I seria capaç d'utilitzar tota la seva energia disponible del planeta original (aproximadament una potència d'1,74×10¹⁶ Watts, equivalent a deu milions de reactors nuclears EPR). Una civilització de tipus II hauria de ser capaç de recollir tota l'energia de la seva estrella central, amb un valor energètic de 10²⁶ W. Una esfera de Dyson per tant, pertany al tipus II. Finalment, una civilització de tipus III tindria a la seva disposició tota l'energia emesa per la galàxia en el qual es troba, gairebé 10³⁶ W. Basat en aquesta escala, Dyson ha calculat que una societat amb l'1% de creixement econòmic anual podria arribar al tipus II en 2.500 anys, és a dir, és probable que utilitzin directament, i completament, l'energia de la seva estrella.

### Search for Artificial Stellar Sources of Infrared Radiation(1960)

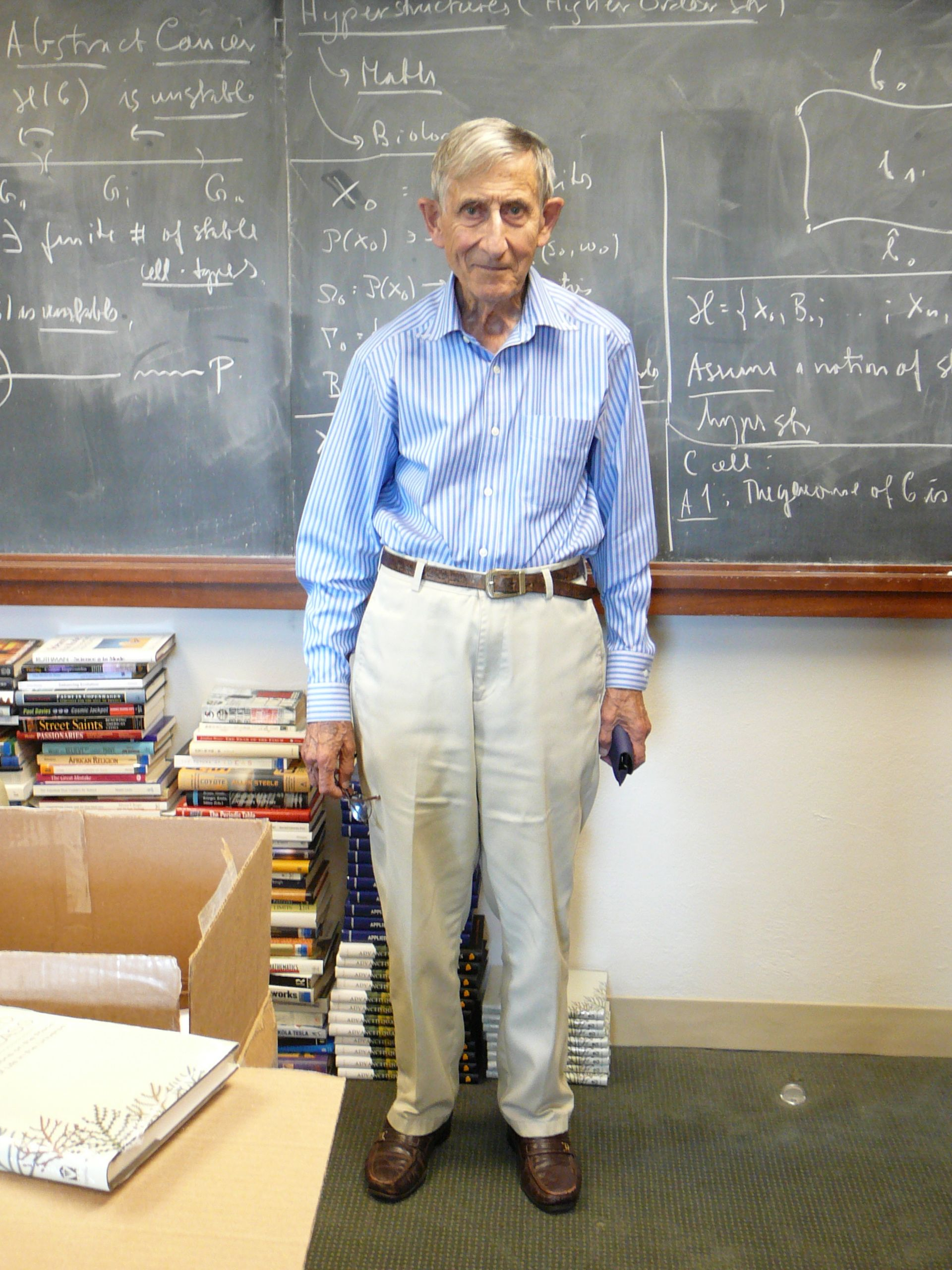
El físic i matemàtic Freeman J. Dyson en el 2007

Freeman J. Dyson, és matemàtic i físic que treballa a l'Institute for Advanced Study de la Princeton, va proposar la hipòtesi de les megaestructures esfèriques en un breu article, publicat al Science, i com a títol Search for Artificial Stellar Sources of Infrared Radiation («Investigació sobre les fonts estel·lars artificials de radiació infraroja»), el 3 de juny de 1960. Ell postula que les civilitzacions extraterrestres poden tenir un avantatge tecnològic sobre la humanitat: «Per tant, és probable que aquests éssers hagin existit durant milions d'anys, i han arribat a un nivell tecnològic superant el nostre en molts ordres de magnitud. Una hipòtesi de treball raonable és llavors quan el seu hàbitat s'estén als límits establerts pels principis de Malthus.» Dyson llavors postula que les civilitzacions extraterrestres tenen un sistema solar similar al nostre: «Prenent el nostre propi sistema solar com a model, s'arriba com a mínim la imatge possible del que normalment passa en altres llocs. No estic dient que això passarà en el nostre sistema; Només dic que això és el que podria haver succeït en altres sistemes.»
Suposadament, una civilització extraterrestre que pugui conquerir el sistema solar, i tecnològicament prou avançada, tindria una doble alimentació: de material i energia. Dyson recorda que l'espècie humana estava (en el 1960) de l'ordre de 10²⁰ ergs/s. No obstant això: «Les quantitats de matèria i energia que es pot imaginar que resultin accessibles en el sistema solar de 2 × 10³⁰g (la massa de Júpiter) i 4 × 1033 ergs/s (la difusió total de l'energia solar). » Dyson evoca dues solucions disponibles per a una civilització molt avançada, en el sistema solar: la seva estrella (el Sol en el cas de la Terra) per l'energia i el gegant de gas (Júpiter seria el cas adequat) per al material. La massa del gegant gasós, un cop manipulada per aquesta finalitat, permetria crear una megastructura adaptada per a l'aprofitament de l'energia de l'estrella. No obstant això, la manipulació tecnològica per utilitzar aquesta font, també requereix energia. Dyson imagina l'efecte de: «desmuntar i reorganitzar un planeta de la grandària de Júpiter», i considera que aquesta operació aproximadament a 1044 ergs, és a dir, una quantitat d'energia igual a la radiació solar en 800 anys. «Finalment, la massa de Júpiter, si es distribueix en una capa esfèrica que gira al voltant del sol dues vegades la distància des de la qual es troba la Terra, amb un gruix com el pes de 200 g/cm² de superfície (2 per 3 m, d'acord amb la densitat). Una estructura d'aquest gruix es podria fer habitable amb comoditat, i podria contenir tota la maquinària necessària per a l'operació de la radiació solar que hi radica des de l'interior.»
El físic veu la necessitat de la civilització per realitzar aquesta megaestructura, explicant com el creixement de la població ajudaria a motivar la construcció d'una biosfera artificial: «excepte els accidents i les pressions maltusianes eventualment poden amenaçar les espècies intel·ligents per adoptar un ús eficient dels recursos a la seva disposició. Hem d'esperar que, en uns pocs milers d'anys de la seva entrada en l'etapa de desenvolupament, qualsevol espècie intel·ligent es trobaria a ocupar una biosfera artificial que envolta per complet a la seva estrella mare.» Dyson conclou en el seu article sobre la possibilitat, donada la seva exposició, que observar el cel ja no es limita a les estrelles visibles, però mitjançant l'extensió de la investigació de fonts d'emissió infraroja (el que ell anomena «estrelles infraroges»). En efecte: «L'hàbitat més probable d'aquests éssers, seria un objecte fosc, amb una grandària comparable a la de l'òrbita de la Terra, i una temperatura de la superfície de 200 K a 300 K. Aquest objecte fos és irradiat molt intensament per l'estrella oculta al seu interior, però la radiació és en l'infraroig llunyà, al voltant d'una longitud d'ona de 10 microns» Els candidats a aquesta observació per l'infraroig és probable que siguin «estrelles conegudes per ser estrelles binàries amb companyes visibles.»

### Crítica i debats

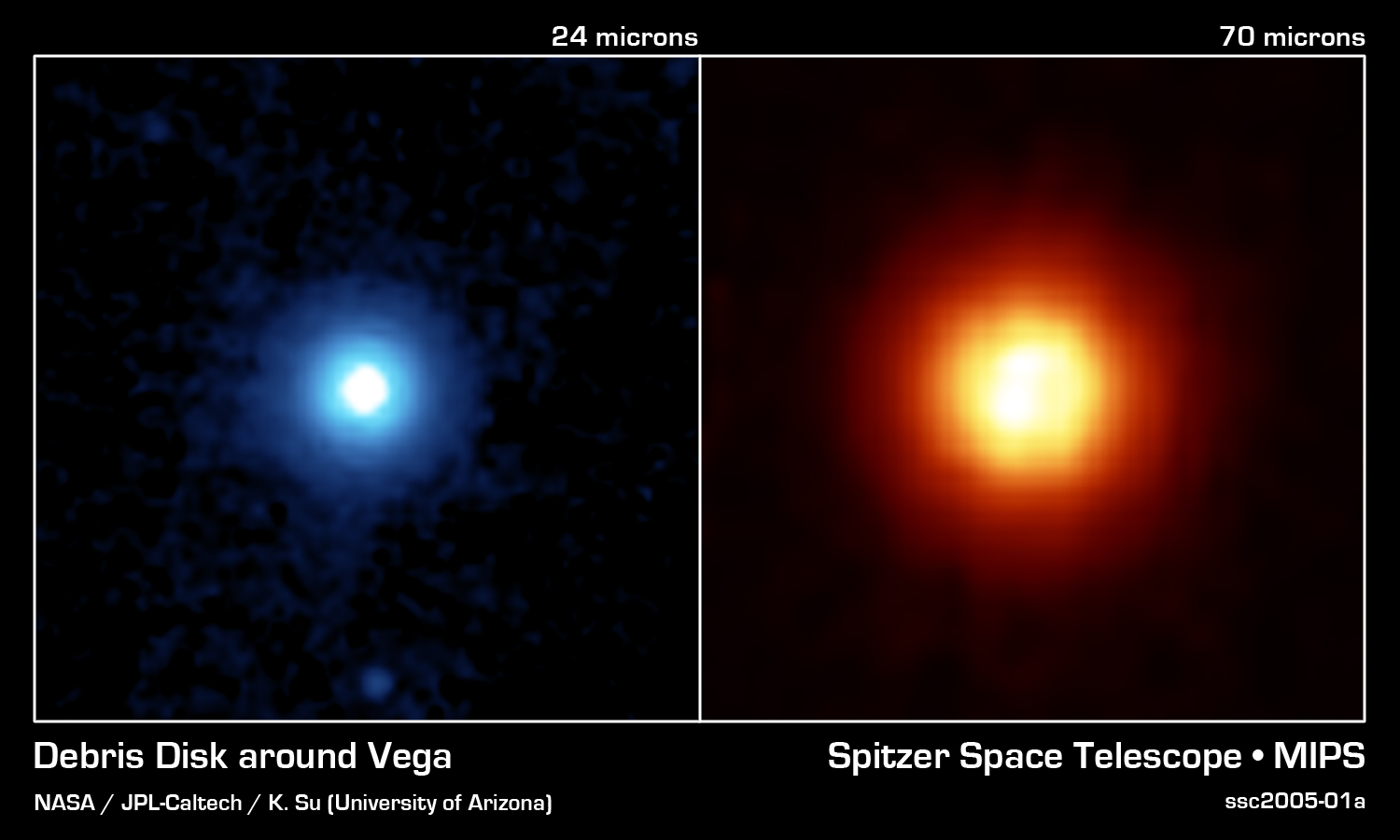
Les fonts infraroges de longitud d'ona al voltant de les 10 µ són possibles candidates per a la recerca de les esferes de Dyson (aquí, l'estrella Vega observada per l'Spitzer).

L'article de Dyson obre una sèrie de debats. Un resum de l'article, amb títol de Shells Around Suns May Have Been Built apareix en el Science News Letter del 18 de juny de 1960. El 22 de juliol de 1960, es llança el debat en la secció Letters to the Editor de la revista Science. L'escriptor i crític científic britànic John Maddox, del Washington Post, respon a la primera hipòtesi de Dyson. Aquest últim considera el suggeriment Dyson com a poc realista, perquè l'estructura de l'esfera no compleix amb les lleis de la mecànica. Maddox creu que: « no és concebible fer servir un planeta com Júpiter com a font de material ». A més a més, la hipòtesi de Dyson no pot conduir a assolir una estructura rígida capaç de resistir les forces de cisallament i les que tendeixen a moure's cap al pla equatorial, així fent deformar l'element. Maddox també critica el fet que aquesta estructura pugui assolir una mida d'una unitat astronòmica de radi. L'escriptor científic considera que els éssers veritablement intel·ligents i avançats haguessin pogut optar per una estructura en tor, posat en una pla perpendicular a l'eix de la seva rotació, fins i tot si aquesta configuració pogués capturar només una fracció de la radiació solar en comparació amb el model de Dyson. Finalment, no entén la relació entre la pressió demogràfica futura i la necessitat de crear biosferes artificials.
Després de Maddox, l'escriptor de ciència-ficció americà Poul Anderson, apassionat en l'especulació futurista, va aclarir alguns punts de la hipòtesi inicial de Dyson. Segons ell, les limitacions mecàniques fan impossible una estructura d'aquest tipus. Si no és així, l'energia necessària per a la seva fabricació, estimada en 800 anys per Dyson, no es podria realitzar a causa del creixement de la població en aquest llarg període. També és impossible imaginar una civilització capaç de «realitzar pacientment aquesta enorme tasca, mil·lenni rere mil·lenni.» Anderson, fins i tot reverteix l'argument de Dyson: un creixement significatiu de la població no permetria l'estabilitat política necessària per a la construcció d'una biosfera artificial. També a la mateixa secció, l'enginyer en aeronàutica Eugene Sloane va trobar que la idea de Dyson és «factible i raonable». A continuació es pregunta el perquè, si existeixen aquestes civilitzacions avançades, ningú pogués entrar en contacte amb la humanitat.
Freeman J. Dyson reacciona als tres oradors anteriors. Primerament, a l'argument que una biosfera artificial no podria resistir l'estrès mecànic, declara que «una petxina sòlida o anell que envolta un estel és mecànicament impossible». I afegeix: «La forma de biosfera que vaig considerar consisteix en una col·lecció en aixam d'objectes en òrbites independents que viatgen al voltant de l'estrella. La mida i forma dels objectes individuals serien elegits en funció dels seus habitants». Sobre el tema de creixement de la població, Dyson respon que les conclusions obtingudes són «qüestió de gustos». Es limita de respondre a aquest augment que no pot ser planificat o imposat per un Estat policial o dictatorial. Però reconeix que estan en visió antropomòrfica. Finalment, va assenyalar que el descobriment de les típiques fonts infraroges no pot provar la vida extraterrestre. Diversos autors i científics van reaccionar a la hipòtesi de Dyson. Carl Sagan i Russell G. Walker, en The Infrared Detectability of Dyson Civilizations (1966) va qualificar l'article de Dyson de molt «estimulant». Veuen que un projecte en els seus àmbits pot posar fi als problemes de subministrament d'energia i de superpoblació.

## Influència en altres megaestructures hipotètiques

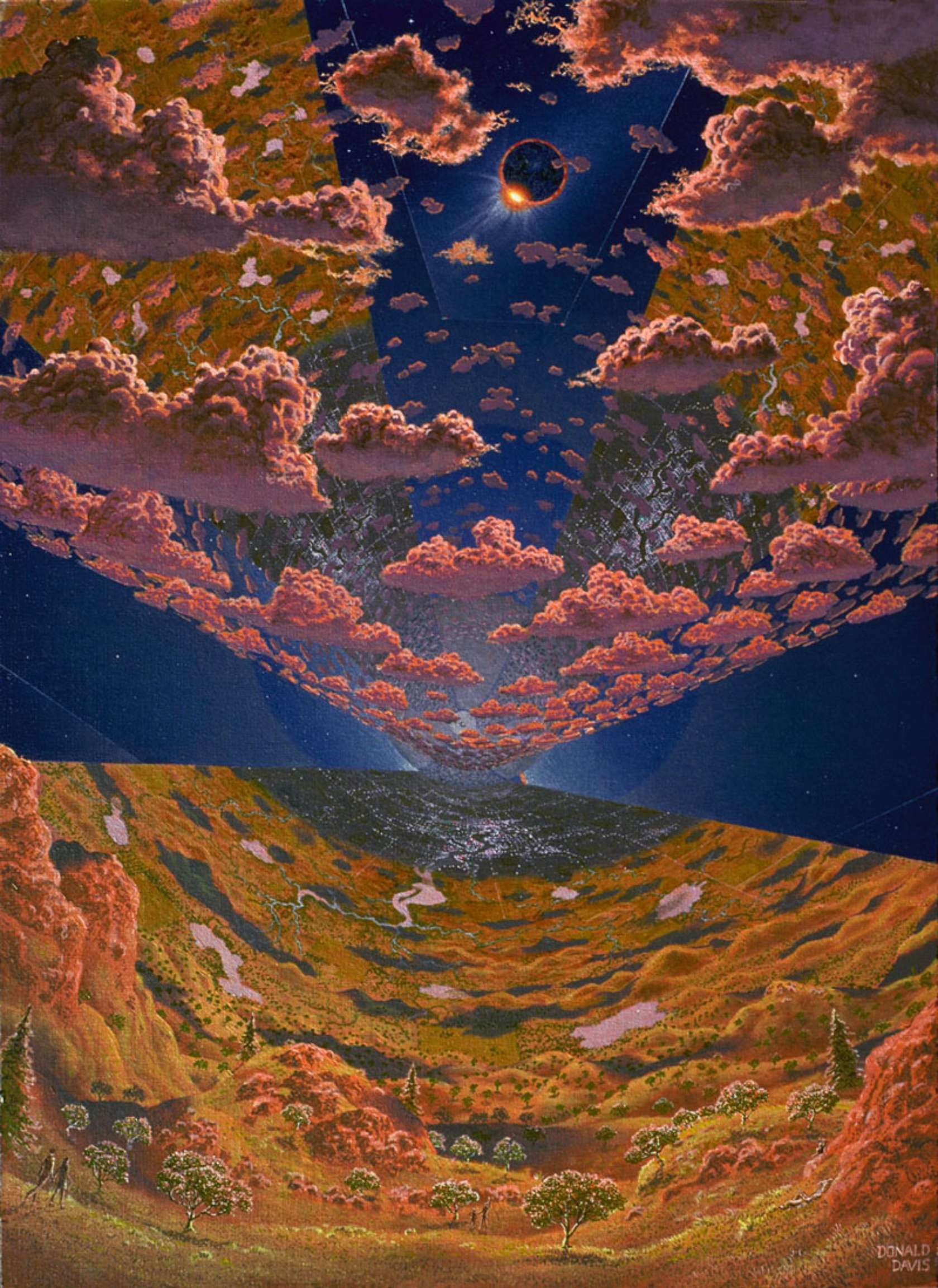
Una il·lustració de l'interior d'una possible megastructura, el cilindre O'Neill

La idea de Dyson va aplanar el camí a altres hipòtesis sobre l'existència de megaestructures, construïdes per civilitzacions extraterrestres. El mateix matemàtic, en el 2003, a l'article Looking for life in unlikely places: reasons why planets may not be the best places to look for life, va suggerir la possibilitat que una civilització pot utilitzar diverses formes de vida escampades a l'espai, com els gira-sols (sunflowers), per recollir l'energia de les estrelles llunyanes.
El pioner de la intel·ligència artificial Marvin Minsky, després del discurs que va donar Dyson durant la conferència de Byurakan el 1971, suggereix que els ordinadors avançats podrien beneficiar-se de la temperatura de la radiació còsmica de fons de microones per dissipar la seva calor. Aquests projectes, que poden ser anomenats astroenginyeria, megaprojectes o macroprojectes espacials, que també inclouen la idea de «cervell de Júpiter» (Jupiter Brains) elaborat per Anders Sandberg el 1999, seguida per la de Robert J. Bradbury, en el 2001, amb els «cervells de Matriochka» (Matrioshka Brains). consideren utilitzar la massa i l'energia de Júpiter, o qualsevol altre estel, per generar una potència de càlcul fenomenal, permetent així, per exemple, produir una realitat simulada. Nick Szabo va imaginar les esferes de Dyson immerses en les seves estrelles mare. Aquest tipus d'estructura podria rebre directament l'energia termonuclear del nucli. Paul Birch, en A Visit to SupraJupiter (1992), va desenvolupar la idea d'introduir el planeta Júpiter en una petixina gegant rígida. La superfície seria habitable (la gravetat seria òptima per als humans) mentre que l'energia provingui del nucli del planeta. Dandridge MacFarlan Cole va imaginar el 1963 que utilitzant un asteroide es podria establir-hi una colònia espacial. L'esforç recauria en instal·lar i recollir la llum solar mitjançant miralls. Aquests « bubbleworlds » podrien ser utilitzats per explorar la galàxia. A. C. Charani creu que és possible crear una esfera de Dyson en miniatura, al voltant d'un asteroide, que podria ser estabilitzat i afegir-hi una atmosfera viable. Per desmuntar un planeta com Júpiter, el professor rus G. Pokrovskii suggereix la construcció d'un políedre en forma de copa i es compondria d'una sèrie de cinturons, cadascuna funcionant al seu propi ritme.

## Propietats

### Concepció
L'esfera de Dyson requereix una massa important de matèria. La solució més plausible seria utilitzar, en comptes de Júpiter, una estructura més reduïda, com la Terra. Llavors en aquest cas, Dyson imagina la manera de desmuntar el planeta blau usant bobines metàl·liques i produint un camp toroïdal que corre horitzontalment al llarg de les latituds. La Terra es convertiria en la columna vertebral d'un motor elèctric gegantí que exerciria una forta pressió a la superfície equivalent a 8×10−4 bar. L'acceleració angular seria de 9×10−16 rad/s². Prop de 2.500 anys serien suficients per desmantellar la massa terrestre, a raó d'una demanda d'energia de 6×1019 W si 1,5×10−7 fos la potència total subministrada pel Sol. Per Martin Beech, l'esfera de Dyson és un dels principals mitjans d'astroenginyeria, però el seu disseny requereix un nivell de tecnologia prou avançat per a deduir-ne la terraformació de Venus i de Mart.

### Ubicació
Les esferes hipotètiques imaginades per Freeman J. Dyson estarien situades dins d'ecoesferes, o zones contínues d'habitabilitat (continuously habitable zone, CHZ) de la galàxia. Dins d'un sistema solar, l'estructura es trobaria a una distància del voltant d'una unitat astronòmica (AU) de la seva estrella mare, és aproximadament a una distància similar a la de l'òrbita de la Terra. Aquesta és també l'òrbita ideal favorable a l'aigua líquida.

### Estructura

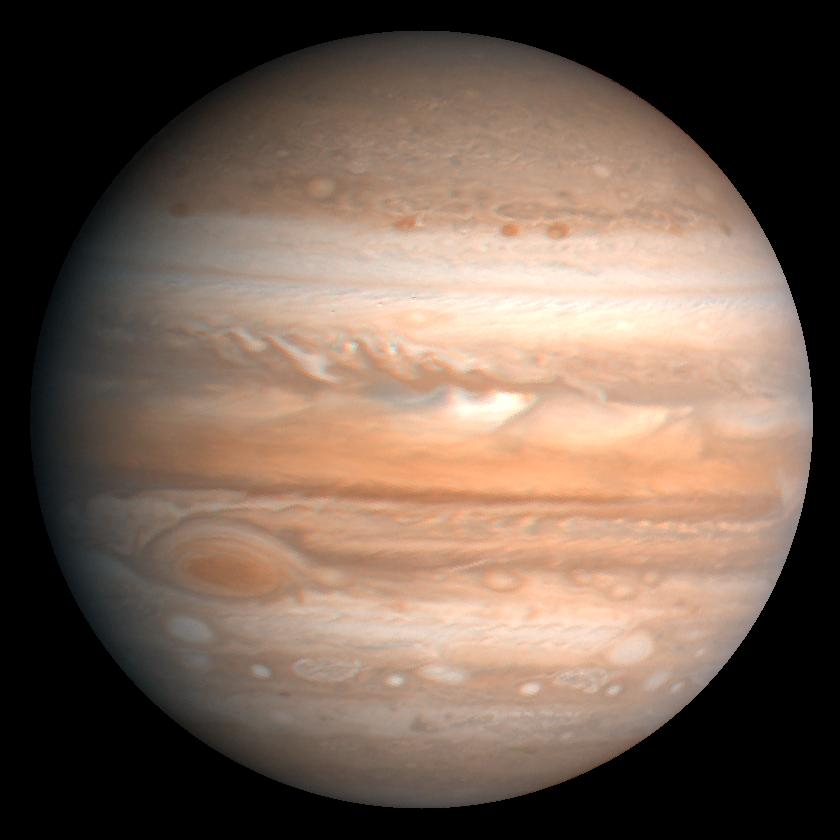
La massa del planeta Júpiter podria servir com a matèria primera per a la construcció d'una esfera Dyson

Si Dyson va pensar en una estructura esfèrica amb un gruix de només 2 a 3 m, és a dir, una massa de 200 g/cm², altres autors han desenvolupat concepcions diferents. C.N. Tilgner i I. Heinrichsen suggereixen la possibilitat d'una forma anul·lar. La massa d'aquesta estructura seria similar a la de Júpiter, en 2×1027 kg. En comparació, la massa de la Terra és d'aproximadament 6×1024 kg. Richard A. Carrigan, per tant, considera que es necessita entre 3.000 i 4.000 anys per crear una estructura d'aquest tipus (suposant que la taxa de creixement de la població és de l'1% per any). El cost de l'energia per construir aquesta estructura és equivalent a 800 anys de radiació solar, segons Carrigan. La realitat és que la construcció d'una esfera Dyson és inicialment lenta, a causa a l'energia disponible. La mida de la seva estructura s'incrementaria, com també el mesurament de la seva capacitat per capturar encara més radiació solar, per tant de manera exponencial. En aquest cas, el temps total de la construcció d'aquesta megaestructura s'avaluaria sobre 103 anys.
Amb la finalitat de produir gravetat artificial suficient, l'esfera ha de girar al voltant de la seva estrella mare. Però la velocitat de rotació indueix una tensió mecànica enorme, deformant-la acabant en una esferoide. Tot i que la integritat de l'esfera no es veuria compromesa, només les regions properes a l'equador podrien ser habitables. En aquest punt, la idea de Dyson ha estat criticada. Papagiannis (1985) va demostrar mitjançant el càlcul que una capa esfèrica rígida podria ser construïda, tenint en compte la gravetat, la pressió de la radiació solar i dels efectes centrípetes. Seguint aquest raonament, Papagiannis considera que només l'1% de la llum emesa per l'estrella mare podria ser capturada. Una esfera del tipus II seria inestable, ja que amb la menor col·lisió, possiblement un asteroide o un cometa per exemple, causaria una deriva en l'estructura, com també, un col·lapse del Sol. La inestabilitat d'una esfera de Dyson, constitueix una altra crítica de l'hipotèsi.

### Temperatura
Una estrella continguda en una esfera de Dyson no és directament visible des de l'espai exterior, però la mateixa esfera lliuraria una quantitat equivalent d'energia en forma de llum infraroja a causa de la transformació de la radiació de calor de l'estrella; per la qual cosa és una font observable de «radiació infraroja d'origen artificial» en paraules del matemàtic. Jun Jugaku creu que, encara que la centèsima part de l'energia del sol és utilitzada per l'esfera, i si aquesta última es manté a una temperatura de 300 K, llavors hauria de ser fàcilment detectable perquè la seva magnitud en realitat arribaria a 12 µ i ser visible en fotometria infraroja. A més a més, com que les esferes de Dyson estarien compostes de matèria sòlida en lloc de gasos calents, el seu espectre d'emissió seria més com l'espectre d'un cos negre que la d'una estrella ordinària, que tindria propietats d'absorció introduïdes en l'atmosfera estel·lar. Dyson suggereix que els astrònoms busquen « estrelles » gegants que presenten anomalies amb la finalitat de detectar civilitzacions extraterrestres avançades, però els resultats segueixen sent qüestionables. Segons Viorel Badescu, la temperatura ambient de l'esfera ha de ser propera a la del cos humà. Aquest disseny també ha de permetre un millor rendiment possible de producció d'electricitat. Els seus radis han de dependre de la temperatura ambient desitjada.

L'esfera de Dyson pot ser un eixam d'hàbitats artificials i de mini-planetes capaços d'interceptar la major part de l'energia irradiada per l'estrella. L'energia solar captada (en una unitat astronòmica, que és equivalent a 1368 watts/m²) es pot convertir directament per diversos mètodes com ara: hivernacles, calefacció, cèl·lules fotovoltaiques, entre altres mètodes. En virtut del segon principi de la termodinàmica, l'excés d'energia ha de ser expulsada a l'espai circumdant; la temperatura de la superfície de l'esfera hauria d'arribar entre 200 a 300 K. En virtut del principi de mediocritat, l'exemple del sistema solar s'ha de prendre com l'únic referent teòric. L'ús eficient de l'energia de l'estrella que s'aconseguiria i el prova visible és el fet que la temperatura de l'esfera és molt menor que la temperatura efectiva de l'estrella. L'eficàcia termodinàmica (com a « η ») de l'esfera (com a « DS ») pel que fa a la temperatura (« T ») es formula com: 

La esfera de Dyson ha d'absorbir la màxima quantitat de radiació solar en el canal visible i emetre en la longitud d'ona infraroja de major espectre.

### Desplaçament

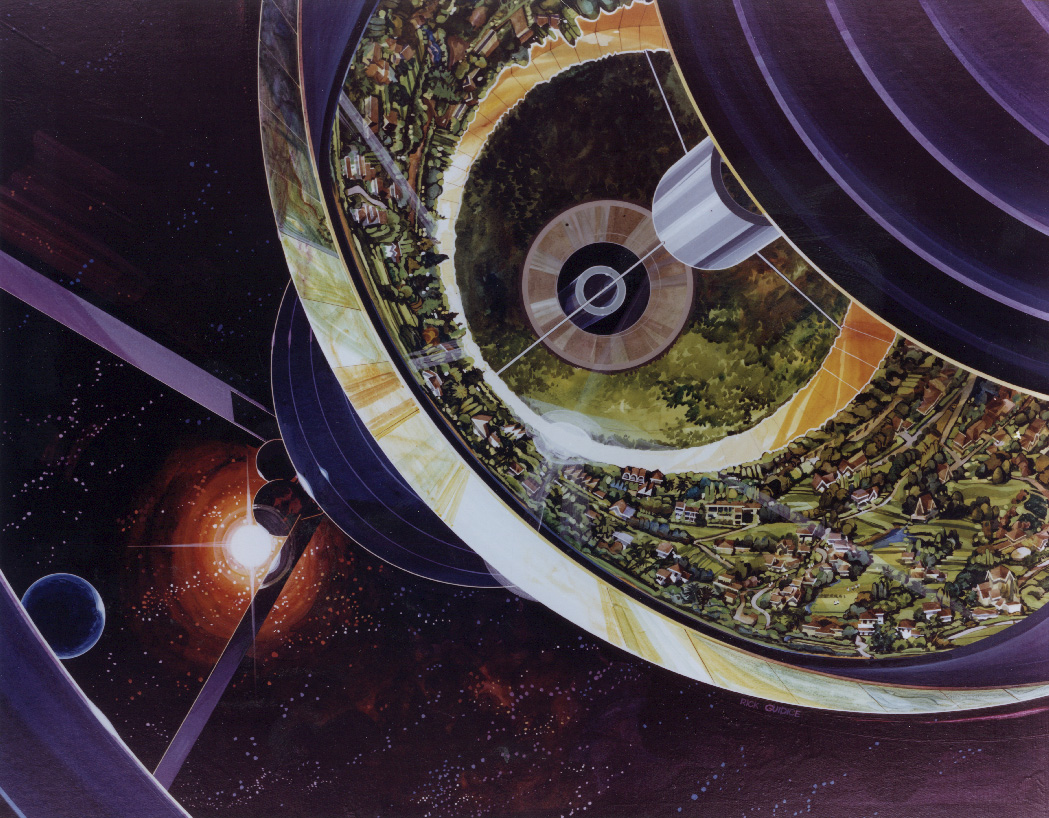
Una esfera de Bernal

En el seu article de 1966, Dyson es refereix a la possibilitat que la biosfera artificial es pogués moure's, i, així, permetre a la civilització controladora de viatjar d'un sistema solar a un altre. L'esfera permetria també extreure l'energia necessària per a una migració interstel·lar. Un desplaçament a una velocitat de l'ordre de 2000 km/s faria servir només el 40% de la radiació solar captada. El combustible provindria de la massa de Júpiter, incrustada dins de l'esfera, que permetria viatjar més d'un milió d'anys. Una civilització tan avançada assoliria un estel en cent mil anys, atès que de mitjana hi ha un estel cada tres anys llum. L'estrella viatjant entraria en interacció amb l'estrella visitada, creant un nou empenyiment per continuar el viatge.
Viorel Badescu i Richard Brook Cathcart també van discutir la possibilitat que l'esfera serveix com a «motor estel·lar» (stellar engine). També es va proposar el viatge a través de vel·les solars.

## Solució a la Paradoxa de Fermi
La paradoxa de Fermi és un qüestionament sobre la falta de proves d'una civilització extraterrestre, tot i que l'univers porta milions d'anys, el nombre de mons amb éssers intel·ligents, hauria de ser alt. Diverses solucions han tractat d'explicar aquesta paradoxa, també coneguda com el gran silenci. A través de la hipòtesi de les biosferes artificials, Dyson creu que una civilització de tipus II no tindria cap necessitat de sortir de l'estrella original. A través d'una esfera Dyson encerclant el seu sol, podria capturar tota l'energia necessària, sense haver d'explorar la galàxia. Els extraterrestres també podrien quedar-se al seu lloc d'origen per raons filosòfiques, o perquè han desenvolupat un entorn virtual de gran abast en el qual viuen completament.
En un article del 1966, anomenat The Search for Extraterrestrial Technology, Dyson considera que la millor prova de l'activitat extraterrestre implica buscar senyals tecnològics, i no pas els senyals intel·ligents: “és la tecnologia, i no la intel·ligència, el que cal buscar”, segons va declarar. A causa de la immensitat de l'espai, “la tecnologia és la millor oportunitat de detectar canvis al cel al llarg del temps, fins a una extensió significativa”. Segons Dyson, sobre això cal tenir en compte tres pautes. Primerament, establir les característiques de les principals activitats artificials imaginables. Aquesta tecnologia s'ha de buscar en el marc de les lleis físiques, independentment de les raons socials i culturals. Segon, cal considerar les possibilitats tecnològiques existents. Finalment, s'ha de passar per alt el tema dels costos econòmics. Aquest últim es considera en escales de temps curtes. En efecte, si se suposa que el creixement econòmic extraterrestre seria similar al nostre, llavors, es progressaria en almenys l'1% per any, aquests problemes es resoldrien en una escala de temps de prop de mil anys, que és insignificant en l'escala de temps astronòmic. Tenint en compte la demografia i l'economia, el creixement de la població és, per tant, fora dels límits de control de les civilitzacions superiors a la nostra. En un article el 1979, «Time Without End: Physics and Biology in an Open Universe», Dyson va calcular que, en un univers obert, la comunicació interestel·lar entre civilitzacions podria continuar per sempre, fins i tot després de la desaparició de les estrelles de producció d'energia.

En la recerca de civilitzacions extraterrestres s'utilitza principalment l'eina estadística anomenada equació de Drake, desenvolupada pel científic del mateix nom el 1961. Richard A. Carrigan proposa que s'aclareixi la probabilitat d'existència de les esferes de Dyson, que es formula així: 

— NDy és la fracció de les biosferes artificials de la galàxia mentre que LDy és la durada de la vida mitjana d'una esfera de Dyson; Lc és la mitjana de vida d'una estrella. Carrigan afirma que aquesta durada pot ser més llarga que la d'una civilització.

## Varietats
Després de la publicació de l'article de Dyson, van sorgir diverses reaccions, en el Science, apunta al fet que una estructura esfèrica d'aquesta grandària comportaria a generar enormes problemes mecànics. Dyson va respondre que consideraria tot un conjunt dispers de més de cent mil objectes que es desplacen en òrbites independents en una capa al voltant d'un milió de quilòmetres de gruix. Aquesta disposició pot ser considerada com l'esfera de Dyson de tipus II mentre que l'assumpció d'un embolcall sòlid és més aviat de tipus I. Per Richard A. Carrigan, una esfera de Dyson parcial (com un anell) seria un objecte més pràctic que construir una esfera completa, inicialment per pensar com un matemàtic. També hi ha una hipòtesi d'una esfera en forma de bombolla.

### Petxina

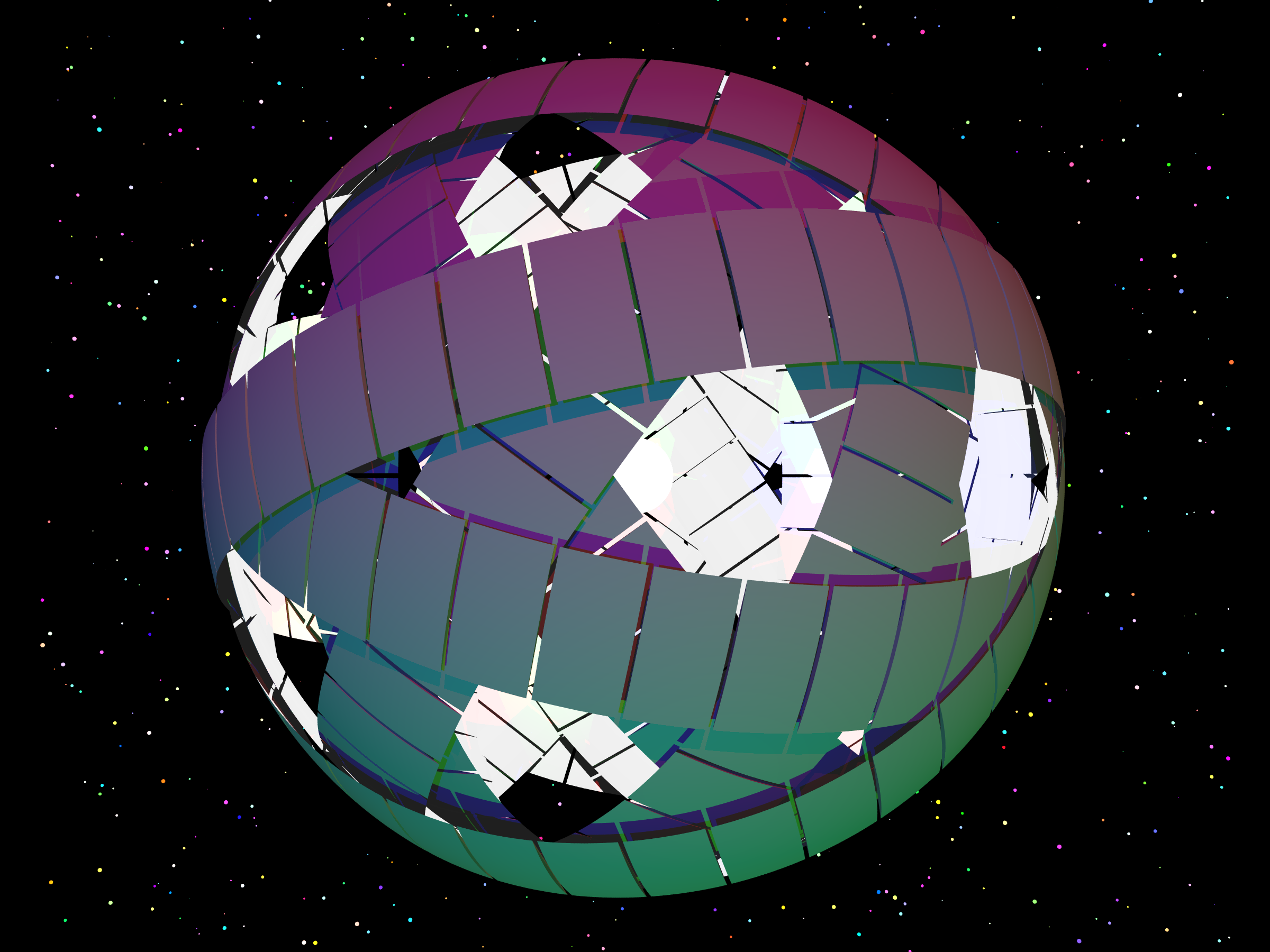
Una petxina de Dyson

La idea inicial de Dyson (anomenada « tipus I » en la literatura científica) és la d'una petxina (shell), rígida i de gruix prim, encerclant un estel. Per Richard A. Carrigan, aquesta estructura equivaldria a un planetoide. Per tant, és una closca sòlida uniforme al voltant de l'estrella, composta d'un recobriment integral situada a distància de l'estrella adaptada a la resistència del material. En aquesta estructura també constaria d'una capa atmosfèrica, i un sòl a la superfície interior per proporcionar un entorn per les formes de vida orgàniques. Hi ha una versió alternativa i que comprèn d'una sèrie de petxines corbades on cadascuna està bloquejant una part de la radiació solar, que permetria deixar passar una part als planetes del sistema solar. Aquesta solució permet salvar la biosfera terrestre.

### Eixam

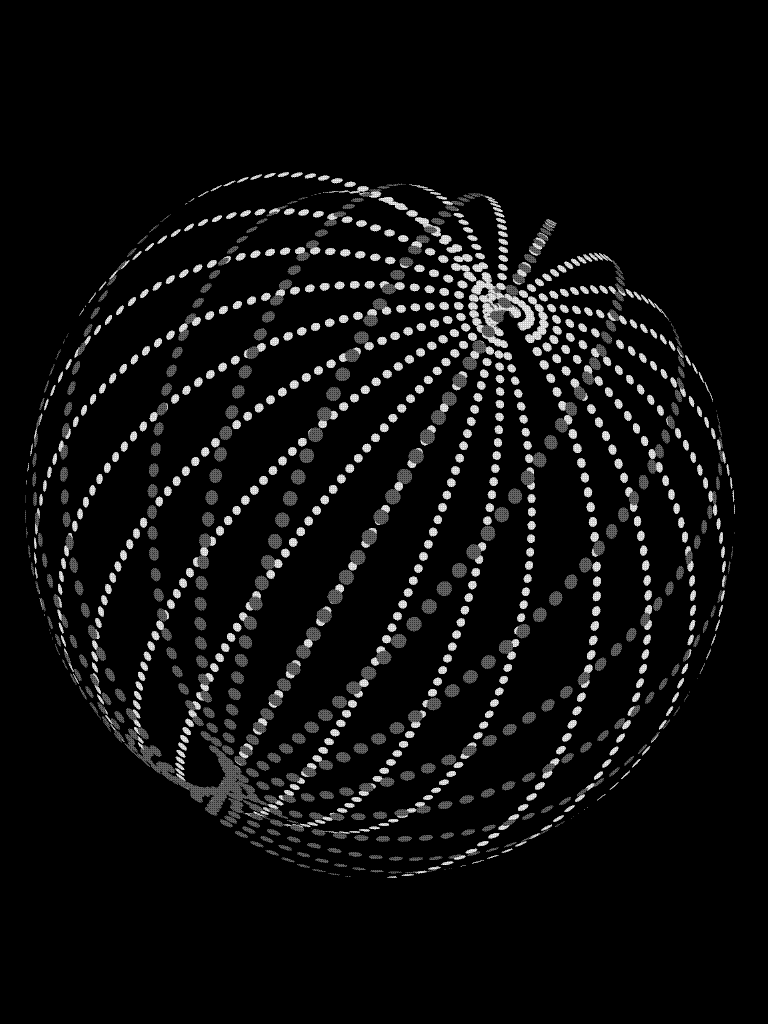
Un eixam de Dyson

En resposta a la crítica de l'estabilitat i la resistència mecànica de les seves esferes inicials, que es descriuen en el seu article del 1960, Dyson especifica les característiques d'aquesta estructura d'eixam (swarm) en un article el 1966. Per evitar col·lisions i capaç de mantenir una òrbita estable al voltant de la seva estrella, l'«eixam de Dyson» es compon d'un seguit d'objectes definits per la fórmula: 

 En òrbita terrestre baixa o una 2×10⁵ part dels objectes en òrbita per recollir l'energia solar, repartits en forma d'una figura d'octàedre. En realitat, els punts de la figura completa es trobarien en zones espacials allunyades on la deformació gravitatòria és més baixa. Junts formen una capa esfèrica, de manera rígida i lleugera, d'una massa d'aproximadament d'una cent-mil·lèsima part de la massa terrestre. L'esfera proporcionaria una densitat de superfície de 3 g/cm², que és molt adequat per a la unió de reflectors solars i per suportar un camp de gravetat artificial.
Richard A. Carrigan distingeix l'esfera de Dyson pura (integral, com una petxina), de manera parcial, la forma d'eixam. La segona configuració és més convenient i menys costosa d'aconseguir. Segons Bob Jenkin, l'estructura en eixam consisteix en un gran nombre de col·lectors solars independents en òrbita en une formació densa al voltant de l'estrella. Els col·lectors solars poden variar en grandària i en forma, comprendrien d'hàbitats espacials perquè hi visquin éssers biològics, però en grup interceptarien col·lectivament gairebé tota l'energia de la llum de l'estrella. S'han proposat per als col·lectors, diversos tipus d'òrbites, cadascuna amb diferents avantatges i inconvenients. Qualsevol que sigui el tipus elegit, alguns col·lectors solars passen part de les seves òrbites a l'ombra d'altres col·lectors solars, reduint així l'eficiència de l'esfera. Com que els col·lectors funcionen independentment els uns dels altres, un eixam de Dyson es pot construir de manera incremental durant un llarg període i proporcionar energia útil durant aquest temps. Per M. D. Papagiannis, l'eixam és una hipòtesi molt més realista que la petxina, no obstant això, aquesta estructura només pot captar l'1% de la radiació solar. K. G. Suffern compara l'habitabilitat de l'eixam de Dyson en relació amb la idea del cilindre O'Neill.

### Bombolla

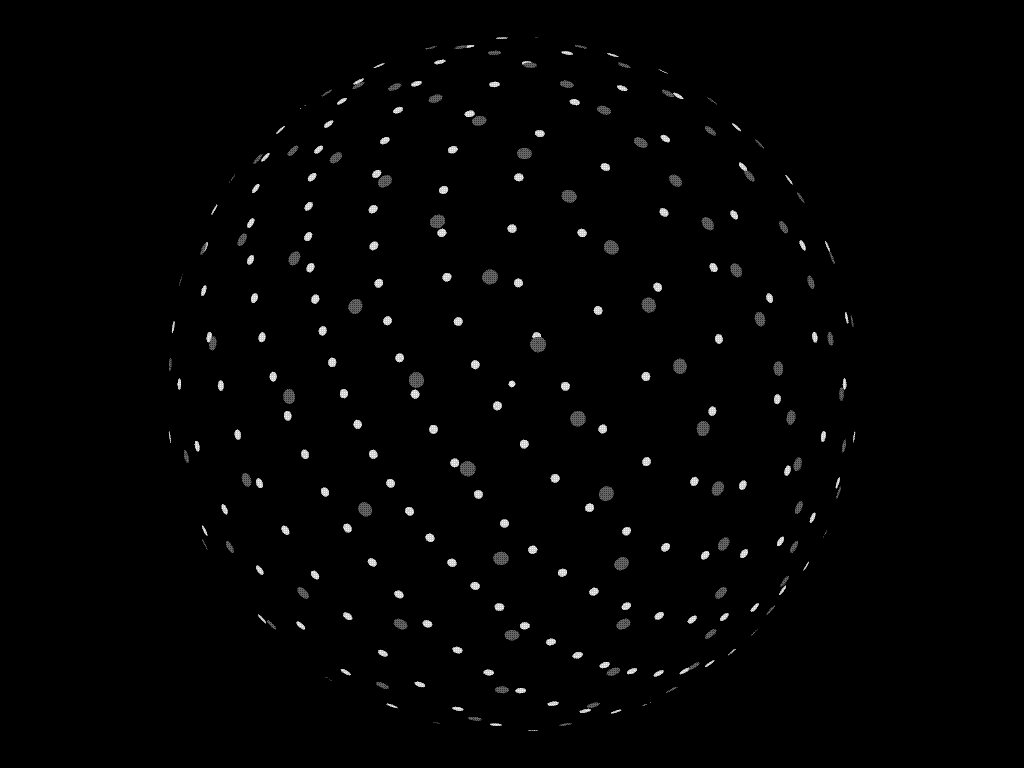
Una bombolla de Dyson

Un tercer tipus d'esfera de Dyson, anomenat «bombolla de Dyson». Està compost de punts en forma de (mots creuats estàtics i satèl·lits) que suren immòbils en relació al sol a l'interior utilitzant la pressió de la llum, aquesta estructura requereix una massa tan petita que podria ser construïda a partir del material contingut en un petit satèl·lit o en un gran asteroide. No obstant això, una bombolla de Dyson d'aquest tipus té poques aplicacions pràctiques: la recol·lecció d'energia seria difícil a causa de la seva baixa massa i la seva dependència de l'alta reflectivitat, sent discutit en poques ocasions.

### De dimensió galàctica

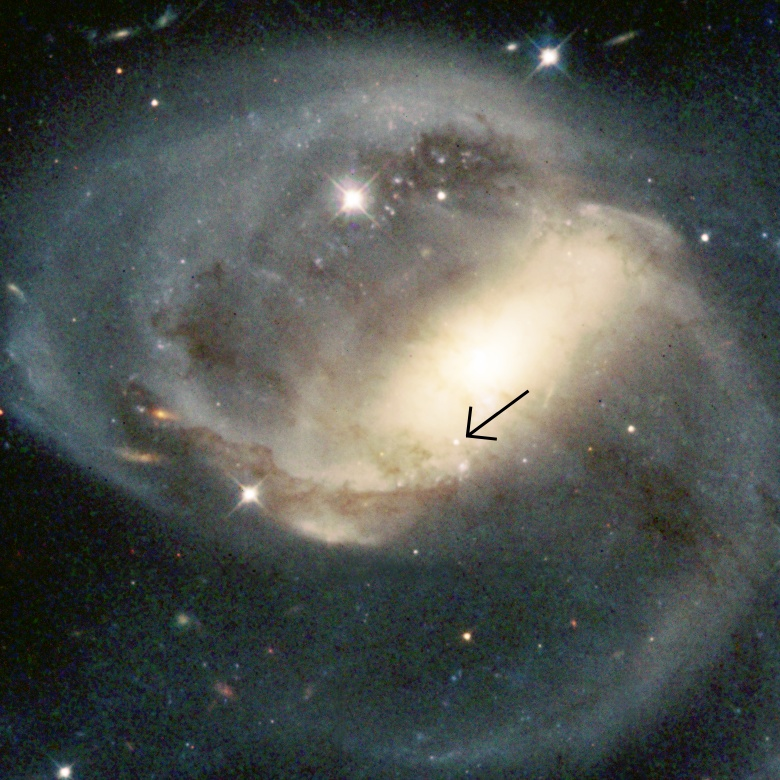
Els quàsars podrien ser possibles esferes de Dyson a escala galàctica. La imatge mosta una font de quàsar dins de la galàxia NGC 7319.

Algunes persones han proposat les estructures de Dyson a l'escala d'una galàxia. Aquest tipus de megaestructura utilitzaria l'energia total radiada pels milers de milions d'estrelles que formen la galàxia. Kardaixov va proposar per primera vegada la idea d'una civilització anomenada tipus III, que poden conduir projectes d'astroenginyeria de la mida d'una galàxia. Aquest supòsit inclou també l'alternativa que la galàxia podria estar poblada per milions d'esferes de Dyson individuals. Aquestes megastructures serien visibles fins als límits més llunyans de l'univers visible. Alguns autors (Annis, Zwicky), segons Richard A. Carrigan, van establir una relació entre certs objectes cosmològics exòtics (com els quàsars) i les esferes de Dyson galàctiques. Carrigan també planteja la possibilitat que les « bombolles de Fermi » recentment detectades pel telescopi Fermi, resulten en un tipus de llum visible al buit, de mides considerables, que no són més que megastrutures que permeten captar l'energia radiada per les estrelles de l'entorn. Hi ha diverses galàxies que contenen aquestes bombolles de Fermi, en particular, la M51, observada per l'Spitzer en el 2008.

## Observacions astrofísiques

### Camp d'observació
Arran de la proposta de Dyson el 1960, s'han realitzat nombroses investigacions de les quals asseguren, que en 80 anys llum, no existeix cap esfera de Dyson. Les observacions més llunyanes (de 10.000 a 20.000 anys llum) tampoc van tenir èxit. Si les esferes de Dyson existeixen, llavors la temperatura deu emetre una radiació infraroja semblant a la d'un cos negre de diversos centenars de kèlvins. Des del 1966, Carl Sagan i Russel G. Walken van recomanar l'observació de les emissions infraroges, en una banda de 8 a 13 µ. En el 1984, Michael D. Papagiannis va explicar que el que s'ha de buscar «són petits excessos d'emissions infraroges», les esferes de Dyson no podran ocultar l'1% de la radiació solar.
Segons C. N. Tilgner i I. Heinrichsen, apareixen dos problemes pel que fa a la seva observació: la sensibilitat del sistema de detecció d'infrarojos ha de ser prou bona, i la confusió amb altres objectes cosmològics, com els núvols de pols. Les condicions de detecció han d'ajudar a identificar un flux de 100 mJy d'una longitud d'ona al voltant de 60 µ. Tilgner i Heinrichsen creuen que per poder detectar les esferes de Dyson seria l'estudi de la difusió d'infrarojos sobre de les seves respectives estrelles. La seva lluminositat infraroja, en efecte, hauria de fluctuar del 0,1% (7 µ) al 6% (60 µ). Segons ells, el satèl·lit ISO i el seu fotòmetre ISOPHOT és la millor eina per detectar possibles esferes de Dyson, ja que pot observar a 240 µ. Segons Carrigan, com per Jun Jugaku, el telescopi espacial IRAS, i en particular el seu espectròmetre a baixa resolució (LRS), és l'eina ideal per aquest tipus de recerca. És capaç d'observar en les fonts infraroges de 600 K, l'IRAS cobreix el 96% del cel. Per Carrigan, la resolució angular del telescopi Spitzer és de 10 a 20 vegades més eficient que l'IRAS mentre que la seva sensibilitat és tres vegades més gran. L'Spitzer i el catàleg GLIMPSE (de: Galactic Legacy Infrared Mid-Plane Survey Extraordinaire) són les eines d'observació capaces de buscar possibles esferes de Dyson.
Per l'astrònon Luc Arnold, amb millor resolució òptica dels telescopis espacials permetria observar directament les estructures artificials de les esferes de Dyson.

### Observacions

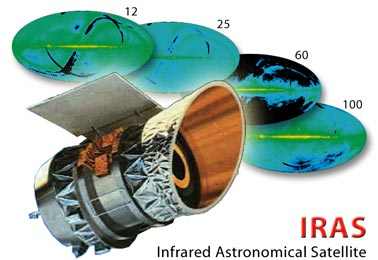
El telescopi espacial treballant en l'infraroig, IRAS.

Les observations de V. I. Slysh (1985), utilitzant les dades infraroges del Telescopi Espacial IRAS, van resultar en 200.000 objectes. S'han identificat diverses fons d'emissió i van ser analitzades però cap es va poder comparar amb la certesa d'una esfera de Dyson. Les observacions van fer arribar a la conclusió que aquests objectes artificials es poden confondre amb els núvols de pols fins que envolten gegants vermelles. Nikolai Kardaixov, M. I. Timoféiev, i V. G. Promyslov van realitzar en el 2000 noves observacions per mitjà de la base de dades de l'IRAS. També van concloure sobre l'existència de megaestructures semblants a les descrites per Dyson.
Amb més de 250.000 fonts infraroges detectades, hi ha tres possibles candidats a l'esfera de Dyson (« Quasi-Dyson Spheres », QDS) que es van detectar en l'univers conegut a través del telescopi espacial IRAS (satèl·lit astronòmic infraroig) amb el treball de Jun Jugaku, professor d'astrofísica a la Universitat de Tokai, al Japó, en el 2003. Jugaku i Nishimura van utilitzar el catàleg Wolley i alii (1970) que llista 1.744 sistemes solars. Es van dirigir a 887 estrelles de tipus espectrals F, G i K i d'una brillantor de classes IV, V i VI. Més endavant, es van creuar aquestes dades amb les de l'IRAS Point Source Catalog (1988) i van destacar 458 estrelles amb una magnitud de 12 µ. Prop de 384 estrelles van ser observades finalment, amb una emissió addicional d'infraroig; unes tres tenien una influència particularment important, així, d'acord amb l'estudi artificial. Els resultats no s'han contradit, sinó en la seva interpretació, ja que el professor Jugaku continua sent reservat sobre la naturalesa d'aquests objectes: fins i tot si compleixen amb les característiques, no hi ha evidències que són esferes de Dyson.
Richard A. Carrigan va declarar, pel que fa a la recerca de les esferes hipotètiques de Dyson, d'«arqueologia còsmica» (cosmic archaeology). D'acord amb ell, de fet, molts objectes celestes tenen senyals d'infrarojos propers als esperats en el cas d'una esfera de Dyson. Les fases de naixement i de mort de les estrelles, els núvols de pols, les estrelles naixents (envoltades per discos de pols), certes parts opaques, les estrelles variables de tipus Mira, les nebuloses planetàries i finalment les estrelles de la branca asimptòtica de les gegants (AGB) és fer confondre per esferes de Dyson. Carrigan cita dos altres objectes que poden interferir amb la recerca de senyals d'infrarojos hipotèticament creades per civilitzacions extraterrestres: la molècula SiO i els ions d'hidròxid (OH-) expulsades després de la mort d'una estrella, i les estrelles de carboni. Carrigan va utilitzar, en el 2009, de manera combinada, l'espectròmetre a baixa resolució del telescopi espacial IRAS i el catàleg Calgary (que compila 11.224 fonts d'infraroges) amb la finalitat d'investigar una regió de temperatura entre 100 K i 600 K. L'aplicació de diversos filtres permet afinar la recerca, Carrigan va arribar a aïllar 16 fonts com a candidats possibles per satisfer les propietats d'una esfera de Dyson. Totes les fonts utilitzades es distribueixen en el pla galàctic, mai en el bulb. Al final, tres d'aquestes fonts (IRAS 00477-4900, IRAS 02566+2938 i IRAS 19405-7851) tenen un perfil infraroig proper al previst. Carrigan va concloure que no es pot garantir observar autèntiques esferes de Dyson. Amb el programa SETI, es va utilitzar el Allen Telescope Array (ATA), un radiotelescopi de 16 fonts.

## Cultura

### Ciència-ficció

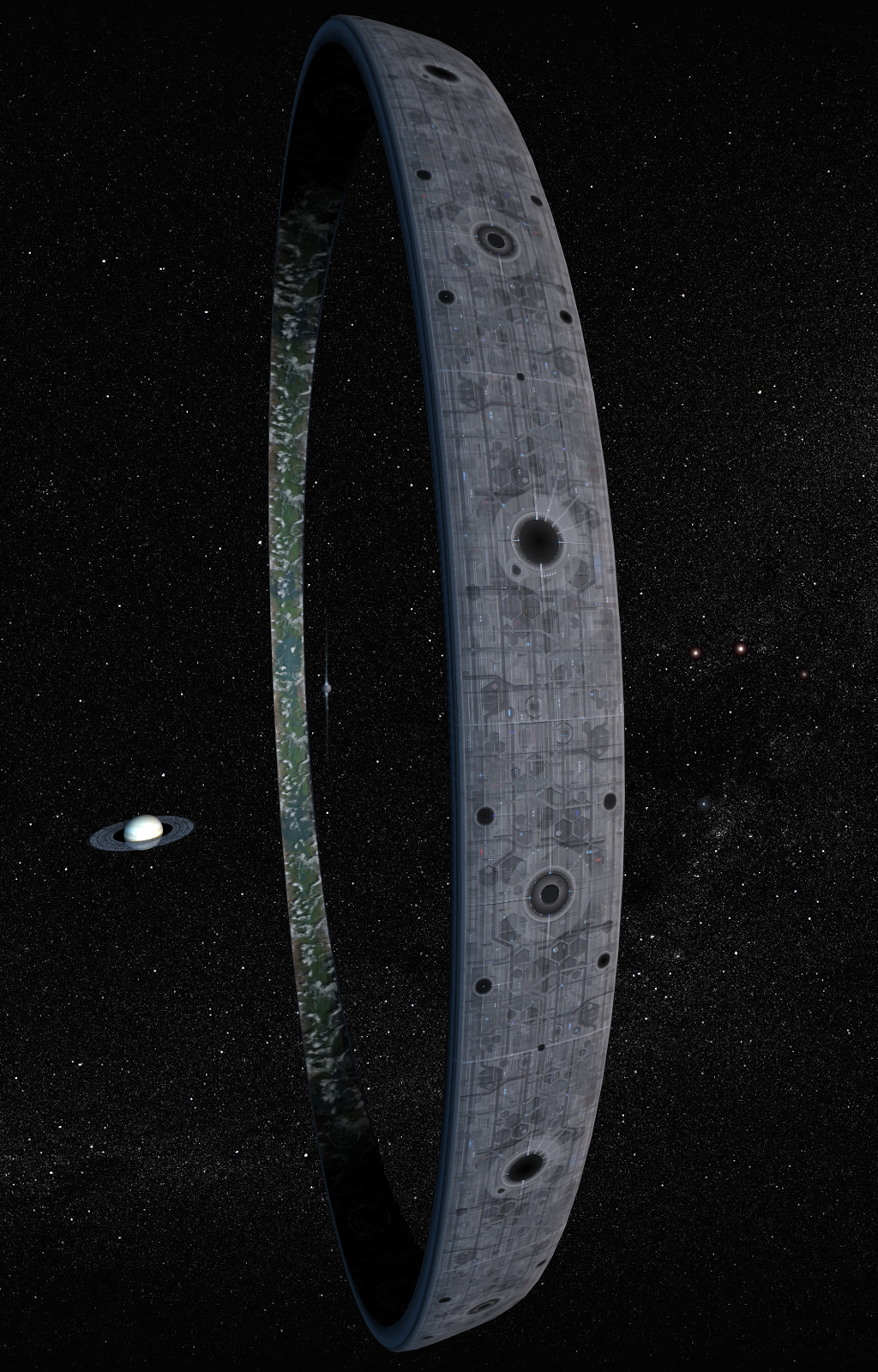
Les històries de ciència-ficció mostren megaestructures similars a les de Dyson.

En The Time Ships, de Stephen Baxter, narren la recerca de La Màquina del Temps de H. G. Wells, el narrador viatja en un futur en què les esferes de Dyson són molt generalitzades. Aquestes estructures espacials es poden trobar en diverses històries de ciència-ficció: en el The Wanderer (1964) de Fritz Leiber, a Deception Well (1997) de Linda Nagata, a Ringworld de Larry Niven però l'estabilitat és refutada en The Ringworld Engineers, en Frederik Pohl i Jack Williamson (Cuckoo, 1975–1983 i Wall Around a Star, 1983), en Bob Shaw (Orbitsville, 1975–1990), Tony Rothman (The World Is Round, 1978), Somtow Sucharitkul (Inquestor, 1982–1985), Timothy Zahn (Spinneret, 1985), James White (Federation World, 1988), David Brin (Heaven's Reach, 1998), Peter F. Hamilton (L'Étoile de Pandore, 2004), i en Gregory Benford (Eater, 2000). Robert Silverberg en Across a Billion Years (1969) evoca una esfera de Dyson de tipus II.
Diversos escriptors de ciència-ficció han realitzat canvis a la proposta original de Dyson. Per Dan Alderson, una estructura en esfera doble, que consta de dues closques amb una atmosfera que hi ha entre les dues parts, seria més adequada per a la vida a l'espai. Així mateix, proposa la idea d'un disc en la semblança d'un vinil, amb el sol al seu centre i cobrint una distància de fins a les òrbites de Mart i Júpiter. També es poden interconnectar esferes concèntriques, com en el cicle de Cageworld (1982–1983) de Colin Kapp i Asgard trilogy (1979–1990) de Brian Stableford. Pat Gunkel proposa la construcció d'una megaestructura anomenada «topopolis», semblant a uns fideus gruixuts, que comprèn un buit i encercla el Sol. Omale, de Laurent Genefort, és un món modelat sobre una esfera de Dyson. La Triologia de Gaïa, de John Varley (es compon de les novel·les Titan, Sorcière i Démon) fent una descrició completa del funcionament d'una esfera de Dyson. A la novel·la « La primavera russa » (Russian Spring) (1991) de Norman Spinrad, una esfera de Dyson demostra a la humanitat de l'existència d'una civilització extraterrestre molt avançada. A la novel·la Spin (2007), de Robert Charles Wilson, tracta les esferes de Dyson utilitzen els col·lectors que el formen com una xarxa intel·ligent que cobreix els planetes amb la finalitat de capa protectora. L'Éveil d'Endymion, amb l'últim « cicle d'Hyperió » de Dan Simmons, descriu una veritable esfera de Dyson que té principalment una funció d'hàbitat. En L'Étoile de Pandore (2004), de Peter F. Hamilton, hi ha dues estrelles envoltades d'esferes de Dyson, amb la funció d'evitar l'expansió de civilitzacions extraterrestres bèl·liques. Finalment a Flashforward (1999) de Robert J. Sawyer també hi té referència.

### Cinema, televisió i videojocs
A la sèrie Star Trek: La nova generació, el quart episodi de la sisena temporada (Relics) es presenta una esfera de Dyson. La nau espacial Enterprise-D descobreix una esfera d'una grandària comparable al de l'òrbita d'un planeta i, a la superfície, hi havia una nau amb problemes, el Jenolen es va bloquejar el teletransportador en bucle des de fa 75 anys. Al reactivar-ho, va reaparèixer el capità Montgomery Scott, antic enginyer en cap de l'Enterprise-A. La sèrie Andromeda va presentar dues esferes de Dyson, en els episodis Its Hour Come Round At Last i The Widening Gyre. En Crest of the Stars, la capital de l'imperi humà, Lakfakale, és alimentada per mitjà d'una esfera al voltant de la seva estrella. La sèrie animada Mobile Suit Gundam 00 posa en escena les estructures encerclant els planetes. En la pel·lícula The Day the Earth Stood Still, del 2008 amb Keanu Reeves (remake de la pel·lícula de 1951), l'esfera de Dyson permet als extraterrestres de desplaçar-se per l'espai.
En el videojoc Freelancer, desenvolupat per Digital Anvil, els éssers extraterrestres anomenats «Nomades» van dissenyar una esfera Dyson al voltant de l'estrella del seu sistema solar original. En el videojoc per a Nintendo DS Infinite Space, de Platinum Games, els «Senyors», raça transcendent responsable de la destrucció i el renaixement de l'univers, utilitzen una esfera de Dyson per manipular la realitat. En el videojoc d'estratègia Halo Wars, per a la Xbox 360, la història té lloc en un planeta artificial que envolta el nucli de la seva estrella.